# Matthew (orkaan)
Orkaan Matthew was een tropische cycloon die zich over de Atlantische Oceaan bewoog. Het was de eerste Atlantische orkaan van "categorie 5" sinds orkaan Felix in 2007. De orkaan is de veertiende tropische cycloon, dertiende storm, vijfde orkaan, en tweede grote orkaan van het jaarlijkse Atlantisch orkaanseizoen. Matthew begon als een krachtige tropische golf aan de Afrikaanse kust op 22 september, die zich in de Atlantische Oceaan in westelijke richting ontwikkelde tot een krachtige tropische storm, terwijl de storm de Benedenwindse Eilanden in het oosten naderde. Een dag later, op 28 september, bevond hij zich ten westen van de Benedenwindse Eilanden. Hij had zich toen al ontwikkeld tot een echte orkaan en veranderde snel in een "categorie 5"-orkaan die Haïti, Jamaica, Cuba, Dominicaanse Republiek en de Bahama's trof. In het totaal zijn er 1039 geregistreerde doden, waaronder ruim 1000 in Haïti, 18 in North Carolina en 6 in Florida. Hiermee wordt het beschreven als de dodelijkste Atlantische orkaan sinds orkaan Stan in 2005. Matthew heeft op 7 oktober het zuidoosten van de Verenigde Staten bereikt, met name de Amerikaanse staten Florida, evenals Georgia, South Carolina en North Carolina. Er vielen 6 doden in de Verenigde Staten. De storm behaalde maximale snelheden tot 260 km/u.
Op 6 oktober kondigde de Amerikaanse president Barack Obama de noodtoestand af in de staat Florida. Later werd deze verklaring uitgebreid naar de staten Georgia en South Carolina.

## Verloop
Op 22 september 2016 verliet een tropische golf de westkust van Afrika en ging in westelijke richting naar de Atlantische Oceaan. Twee dagen later, op 24 september, naderde de tropische golf het zuiden van Kaapverdië. Volgens het National Hurricane Center was er op dat moment een grote kans dat de tropische golf zich zou ontwikkelen tot een tropische cycloon. De golf werd in de loop van de dagen nog een krachtigere tropische storm, terwijl de storm de Kleine Antillen naderde, bereikte de storm snelheden tot 65 km/u zoals gerapporteerd door de Hurricane Hunters. Terwijl de storm de Bahama's passeerde, werd op radarbeelden in de Kleine Antillen aangegeven dat de storm zich verder ontwikkelde. Bij de ontwikkeling tot cycloon bewoog Matthew zich nog steeds westwaarts. Op 29 september (om 18:00 UTC) melden de Hurricane Hunters dat Matthew de status van orkaan bereikt had nadat windsnelheden van 120 km/u werden gemeten. Zowel de Hurricane Hunters als een satelliet onthulden dat de orkaan op 30 september een oog-functie ontwikkelde. Ondanks dat de orkaan in noordwestelijke richting ging begon Matthew hogere windsnelheden te bereiken. In 24 uur bereikte Matthew wel snelheden van 130 km/u tot 260 km/u, en groeide de orkaan van "categorie 1" naar "categorie 5". Matthew werd een "categorie 5"-orkaan op 13,3 graden noorderbreedte. Op 1 oktober verzwakte de orkaan naar "categorie 4" met snelheden van 250 km/u. De grootte van het oog begon op dat moment te verzwakken en de windsnelheden daalden naar 220 km/u. Om 21:00 UTC versnelde de wind weer en bereikte een snelheid van 240 km/u. Matthew begon in het noorden te draaien en te versnellen en bleef zo door gaan. Om 11:00 UTC op 4 oktober bereikte Matthew Haïti met snelheden van 230 km/u en was daarmee de eerste "categorie 4"-orkaan die dit deed sinds orkaan Cleo in 1964. Tijdens de nacht van 4 op 5 oktober bereikte Matthew ook Cuba nabij de gemeente Maisí, met snelheden van 220 km/u. Nadat Matthew Cuba verlaten had, verzwakte hij later op de avond tot een "categorie 3"-orkaan. Terwijl Matthew op 6 oktober over de Bahama's trok, zwol de orkaan weer aan tot "categorie 4" en trok door richting Florida. Gevreesd werd dat het oog van de storm als een "categorie 4"-orkaan rond Cape Canaveral het land zou schampen en enorme schade aan het Cape Canaveral Air Force Station en het Kennedy Space Center zouden aanrichten, aangezien de gebouwen daar op windstoten van maximaal 125 mijl per uur berekend waren en tot 145 mijl per uur werd verwacht. Maar zo'n tien uur daarvoor zwakte Matthew weer af tot een voor Cape Canaveral veilige "categorie 3"-orkaan en bleef het oog daar op 7 oktober zo'n 70 km uit de kust. De orkaan wist wel enkele tentoongestelde raketten van het Air Force Space and Missile Museum en het Astronaut Beach House zwaar te beschadigen. Hierna trok Matthew verder langs de Amerikaanse oostkust en zwakte verder af. Als gevolg van heel veel regen en opgestuwd zeewater, ontstonden in het kustgebied van Jacksonville tot Charleston overstromingen. Op 8 oktober kwam de orkaan als "categorie 1" aan land in South Carolina, waarna de stormkracht terugviel tot onder orkaanniveau om vervolgens uit te razen op de Atlantische Oceaan.

## Slachtoffers
In totaal vielen er 1039 slachtoffers.
Aantal doden per land:
- Haïti: 1000 doden
- Verenigde Staten: 33 doden
- Dominicaanse Republiek: 4 doden
- Saint Vincent en de Grenadines: 1 dode
- Colombia: 1 dode